# Euphorbia varians
Euphorbia varians är en törelväxtart som beskrevs av Adrian Hardy Haworth. Euphorbia varians ingår i släktet törlar, och familjen törelväxter. Inga underarter finns listade i Catalogue of Life.